# 오안초등학교 봉산분교
오안초등학교 봉산분교는 대한민국 강원특별자치도 홍천군 홍천읍 장전평리 869-1에 있었던 공립 초등학교이다.

## 연혁
- 1947. 4. 1 오안공립국민학교 봉산분교장 개교
- 1996. 3. 1 오안초등학교 봉산분교장 개칭
- 1997. 3. 1 오안초등학교 봉산분교장 폐교